# Dylan Walsh
Dylan Walsh, született Charles Hunter Walsh (Los Angeles, 1963. november 17. –) amerikai színész.

## Fiatalkora
Charles M. Walsh néven született 1963. november 17-én a Kaliforniai Los Angelesben. Szülei mindketten a külügynél dolgoztak, így Walsh tízéves kora előtt többek között Kelet-Afrikában, Indiában és Indonéziában is lakott. Később a családjával visszatért az Egyesült Államokba, majd Virginiában kezdte meg a középiskolai tanulmányait. 1986-ban angolból szerzett diplomát a Virginiai Egyetemen. 
Miután lediplomázott, New Yorkba költözött, hogy szakmailag érvényesüljön.

## Pályafutása
Első szerepét a Soldier Boys című játékfilmben játszotta. Később szerepet kapott az Örömkölyök című filmbe, majd egy állandó szerepet a Kate és Allie című sorozatban. 1989-től kezdte használni a Dylan Walsh nevet. Később több filmben is szerepet kapott, mint például a Katonák voltunk vagy a Kongó.
A legnagyobb áttörést azonban a Kés/Alatt című Golden Globe díjas sorozat hozta meg számára, amelyben Julian McMahonnal két sikeres plasztikai sebész életét mutatják be.
2008-ban a The Stepfather című film feldolgozásában láthatjuk.

## Magánélete
1996–2003 között Melora Walters színésznővel élt házasságban, két gyermekük született. 
2004. október 10-én feleségül vette Joanna Going színésznőt. Lányuk 2003. november 3-án jött világra.

## Filmográfia

### Film
| Év   | Magyar cím                   | Eredeti cím           | Szerep                  | Magyar hang           |
| ---- | ---------------------------- | --------------------- | ----------------------- | --------------------- |
| 1989 | Örömkölyök                   | Loverboy              | Jory Talbot             |                       |
| 1990 | Savanyú a szülő              | Betsy's Wedding       | Jake Lovell             | Selmeczi Roland       |
| 1990 | Ahol a szív lakik            | Where the Heart Is    | Tom                     |                       |
| 1993 | Ördögkatlan                  | Arctic Blue           | Eric Desmond            | Zalán János           |
| 1994 | Senki bolondja               | Nobody's Fool         | Peter Sullivan          | Rékasi Károly         |
| 1994 | Belső hang (Más hullámhossz) | Radio Inside          | Michael Anderson        | Selmeczi Roland       |
| 1995 | Kongó                        | Congo                 | Dr. Peter Elliot        | Csankó Zoltán         |
| 1996 |                              | Eden                  | Bill Kunen              |                       |
| 1997 |                              | Men                   | Teo Morrison            |                       |
| 1997 |                              | Changing Habits       | Felix Shepherd          |                       |
| 1999 |                              | Chapter Zero          | Adam Lazarus            |                       |
| 1999 | Utolsó utazás                | Final Voyage          | Aaron Carpenter         | Bede-Fazekas Szabolcs |
| 2001 |                              | Jet Boy               | Boon Palmer             |                       |
| 2001 |                              | Deadly Little Secrets | Cole Chamberlain        |                       |
| 2002 | Véres munka                  | Blood Work            | John Waller nyomozó     | Czvetkó Sándor        |
| 2002 | Katonák voltunk              | We Were Soldiers      | Robert Edwards százados | Dévai Balázs          |
| 2002 | Tomboló föld                 | Power Play            | Matt Nash               | Széles Tamás          |
| 2002 |                              | Par 6                 | Mac Hegelman            |                       |
| 2005 | Edmond                       | Edmond                | kihallgató              | Makranczi Zalán       |
| 2005 |                              | Antebody '(rövidfilm) | Jacob Ambro             |                       |
| 2006 | Ház a tónál                  | The Lake House        | Morgan Price            | Szabó Sipos Barnabás  |
| 2008 | Csak egy kis kurázsi         | Just Add Water        | Ray Tuckby              | Széles Tamás          |
| 2008 | Csak egy kis kurázsi         | Just Add Water        | Ray Tuckby              | Háda János            |
| 2009 | A mostohaapa                 | The Stepfather        | David Harris            | Csőre Gábor           |
| 2010 | A paripa                     | Secretariat           | Jack Tweedy II          | Kardos Róbert         |
| 2014 | Anonim alkotók klubja        | Authors Anonymous     | Alan Mooney             | Harmath Imre          |
| 2016 |                              | C Street              | Fallon szenátor         |                       |
| 2018 |                              | American Fright Fest  | Spencer Crowe           |                       |
| 2019 |                              | Deadly Switch         | Peter                   |                       |
| 2019 |                              | Alter Ego             | Alan Schaeffer          |                       |

### Televízió
| Év        | Magyar cím                               | Eredeti cím                                      | Szerep                               | Megjegyzések                                 |
| --------- | ---------------------------------------- | ------------------------------------------------ | ------------------------------------ | -------------------------------------------- |
| 1989      |                                          | Kate & Allie                                     | Ben                                  | 1 epizód                                     |
| 1989      |                                          | When We Were Young                               | Lee Jameson                          | tévéfilm                                     |
| 1990–1991 |                                          | Gabriel's Fire                                   | Louis Klein                          | 22 epizód                                    |
| 1993      | Megbízás gyilkosságra                    | Telling Secrets                                  | Jesse Graham                         | - tévéfilm - magyar hangja: - Tímár Andor    |
| 1995      | Végtelen határok                         | The Outer Limits                                 | Eldritch őrmester                    | 1 epizód                                     |
| 1997      | Gyűlölet                                 | Divided by Hate                                  | Louis Gibbs                          | tévéfilm                                     |
| 1997–1998 |                                          | Brooklyn South                                   | Jimmy Doyle rendőrtiszt              | 22 epizód                                    |
| 1998      |                                          | The Almost Perfect Bank Robbery                  | Frank Syler                          | tévéfilm                                     |
| 2002      |                                          | The Twilight Zone                                | Adam                                 | 1 epizód                                     |
| 2002      |                                          | Presidio Med                                     | Danny Gibson                         | 1 epizód                                     |
| 2003      | A magányos lovas                         | The Lone Ranger                                  | Kansas City Haas                     | tévéfilm                                     |
| 2003      | A sötétségen túl                         | More Than Meets the Eye: The Joan Brock Story    | Jim Brock                            | tévéfilm                                     |
| 2003–2010 | Kés/Alatt                                | Nip/Tuck                                         | Dr. Sean McNamara                    | főszereplő (100 epizód)                      |
| 2003–2004 | Everwood                                 | Everwood                                         | Carl Feeney                          | 3 epizód                                     |
| 2007      | Hócsapda                                 | Lost Holiday: The Jim And Suzanne Shemwell Story | Jim Shemwell                         | tévéfilm                                     |
| 2007–2018 | Esküdt ellenségek: Különleges ügyosztály | Law & Order: Special Victims Unit                | Malcolm Royce / John Conway          | 3 epizód                                     |
| 2011–2016 | Felejthetetlen                           | Unforgettable                                    | Al Burns                             | 61 epizód                                    |
| 2012      | Haláli testcsere                         | Drop Dead Diva                                   | Lawrence Brand                       | 1 epizód                                     |
| 2012      | CSI: A helyszínelők                      | CSI: Crime Scene Investigation                   | Tom Cooley                           | 1 epizód                                     |
| 2013      | Bosszú                                   | Revenge                                          | Jason Prosser                        | 2 epizód                                     |
| 2013      | Castle                                   | Castle                                           | Harris ügynök                        | 2 epizód                                     |
| 2015      | NCIS: New Orleans                        | NCIS: New Orleans                                | Jim Messier százados                 | 3 epizód                                     |
| 2016      | A kijelölt túlélő                        | Designated Survivor                              | Max Clarkson SEAL parancsnok         | 1 epizód                                     |
| 2016      |                                          | Longmire                                         | Shane Muldoon                        | 3 epizód                                     |
| 2017      |                                          | When We Rise                                     | Dr. Marcus Conant                    | 2 epizód                                     |
| 2018      | Életre ítélve                            | Life Sentence                                    | Peter Abbott                         | főszereplő (13 epizód)                       |
| 2019      | Mr. Whiskey                              | Whiskey Cavalier                                 | Alex Ollerman                        | - 4 epizód - magyar hangja: - Rosta Sándor   |
| 2019–2024 | Zsaruvér                                 | Blue Bloods                                      | Peter Chase polgármester             | 14 epizód                                    |
| 2020      | Harc az örökségért 2.                    | JL Family Ranch: The Wedding Gift                | Henry Whitlock seriff                | - tévéfilm - magyar hangja: - Csőre Gábor    |
| 2021–2023 | Superman és Lois                         | Superman & Lois                                  | Sam Lane tábornok / Bizarro Sam Lane | - főszereplő - magyar hangja: - Rosta Sándor |